# Левитан, Ефим Иосифович
Ефи́м Ио́сифович Левита́н (18 [31] декабря 1915, Елисаветград, Херсонская губерния, Российская империя
— 21 сентября 2007, Волгоград, Россия) — советский архитектор. Заслуженный архитектор РСФСР. Лауреат Сталинской премии второй степени (1951).

## Биография
Е. И. Левитан родился 18 (31 декабря) 1915 года в Елизаветграде, куда его семья спешно переехала из города Сморгонь. Отец, технолог кожевенного производства, в 1918 году перевозит семью ещё дальше от Первой мировой войны, в крупнейший центр кожевенной промышленности — село Богородское (ныне — город Богородск — районный центр Нижегородской области). В Богородске и его окрестностях проходят детство, отрочество и юность будущего архитектора. Здесь он учился в средней школе № 1, а в возрасте неполных 15 лет начал работать чертежником на Шорно-седельной фабрике (ныне — ЗАО «Богородский швейно-галантерейный комбинат»), где работал и его отец. 
В 1934 году приехал к старшей сестре Софье в Москву, которая стала архитектором и работала на строительстве здания Центросоюза (архитектор Ле Корбюзье). Софья советует младшему брату стать архитектором. Е. И. Левитан в 1935 г. поступает в МАРХИ, где среди его среди преподавателей были Александр Пастернак (брат поэта Бориса Пастернака) и Пантелеймон Голосов.
После окончания института в 1941 году Левитан направляется на работу строймастером в город Сталинск. (ныне Новокузнецк).
8 июня 1943 года вместе со строителями Сталинска Левитан прибыл на восстановление Сталинграда. Работал прорабом в «Спецстройтресте 1», восстанавливая жилые дома во «французских» поселках Красного Октября, руководил немецкими военнопленными, строившими финские домики в Вишневой Балке и родильный дом в Северном городке.
Впоследствии Ефим Левитан внёс значительный вклад в восстановление Сталинграда и придание ему послевоенного вида. В Волгограде и Волгоградской области насчитывается более ста объектов (вместе с памятниками и мемориальными досками), к созданию которых имеет отношение Е. И. Левитан. Из них одиннадцать с 1997 года признаны памятниками истории и культуры Волгоградской области.
В частности, Левитаном выполнен проект планировки Площади Павших борцов со сквером и памятником на могиле Рубена Ибаррури, В. Г. Каменщикова и Х. Фаттяхутдинова, им спроектированы здание областной партийной школы (впоследствии — Волгоградский государственный медицинский университет), за проект которого он в 1951 году вместе с архитектором Симбирцевым удостоен Сталинской (Государственной) премии 2й степени. Член Союза архитекторов СССР с 1946 года.
Многие годы руководил одной из ведущих мастерских (№ 2) проектного института «Волгоградгражданпроект», организовывал и активно участвовал в проектировании и застройке южных районов города: Красноармейского, Кировского, Советского.
Е. И. Левитан умер 21 сентября 2007 года. Похоронен на Центральном (Димитриевском) кладбище Волгограда. Автор памятника на могиле (куда была перезахоронена супруга Е. И. Левитана Нина Михайловна) его ученик — В. А. Илышев.

## Проекты
Реставратор Сергей Сена разделяет творчество Левитана на три периода. Первый — «догенплановский», с 1943 по 1949 год, когда архитектор занимался восстановлением тех зданий, которые уцелели во время Сталинградской битвы (особняк Братьев Рысиных — Дом архитектора, бывшее училище им. Кулибина — кинотеатр «Победа», жилые дома в поселках Большая и Малая Франция). Второй — период центральных парадных ансамблей: улица Мира, площадь Павших Борцов, Главпочтамт, Аллея Героев. Третий период — 1960-е годы: Дворец пионеров, Дом политпросвещения, ансамбль Предмостной площади (арх. Г. И. Кривкина), жилые кварталы и микрорайоны Красноармейского района. Выйдя на пенсию в 1992 году Е. И. Левитан продолжал работать, курируя ряд объектов, среди которых выделяется кардиоцентр, построенный в конце 1990-х гг.
Первый период
- Кинотеатр «Победа» — первый проект Левитана[2]. В дореволюционном Царицыне было известно как училище имени Кулибина, было перестроено и переустроено по проекту Левитана[4].
- Дом архитекторов — отреставрировано царицынское здание[4] — особняк братьев Рысиных
- жилые дома в посёлках завода «Красный Октябрь» Большая и Малая Франция

Второй период
- Мемориальный сквер на площади Павших борцов
- памятник на могиле Рубена Ибаррури, В. Г. Каменщикова и Х. Фаттяхутдинова
- здание областной партийной школы (ныне — корпус Волгоградского государственного медицинского университета)
- Главпочтамт
- комплекс жилых домов по Аллее Героев
- комплекс жилых домов по улице Мира
- училище искусств
- ресторан «Маяк»

Третий период
- Дворец пионеров
- Центральный универмаг (встройка со стороны пл. Павших Борцов)
- Дом политического просвещения
- Комплекс по обучению детей плаванию (у местных жителей известен как «морятник»[8] в пойме реки Царицы. Не был достроен и находится в руинированном состоянии[9].

- Кинотеатр «Победа»
- Памятник на могиле Рубена Ибаррури, В. Г. Каменщикова и Х. Фаттяхутдинова
- Главпочтамт
- Здание областной партийной школы
- Училище искусств
- Ресторан «Маяк»
- Дворец пионеров
- Дом Политпросвещения

## Награды и премии
- орден «Знак Почёта»[1]
- Медаль «За доблестный труд в Великую Отечественную войну»
- Золотая медаль ВДНХ[1]
- заслуженный архитектор РСФСР
- Сталинская премия второй степени (1951) — «за архитектуру здания областной партийной школы в Сталинграде» (ныне медицинский университет), вместе с В. Н. Симбирцевым[10] (заменена на Государственную)
- медаль Союза архитекторов РФ «За высокое зодческое мастерство»[1]
- Почётный гражданин города-героя Волгограда (1999) — «за особые заслуги по созданию архитектурного облика города»[6]